# هرس

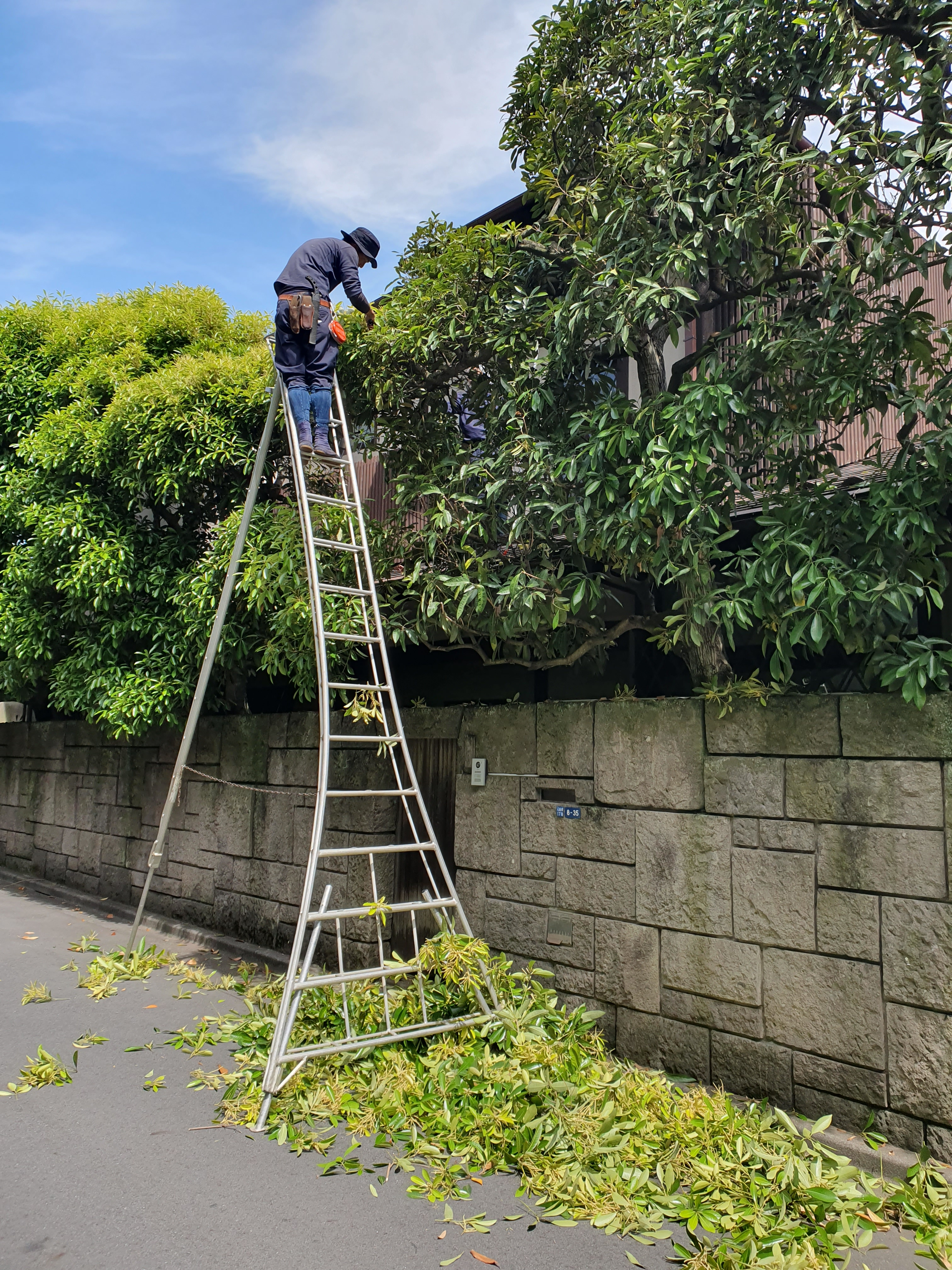
هرس کردن درخت در بالای نردبان

هَرَس کردن یا پرونینگ (به انگلیسی: Pruning) به معنی حذف شاخه‌های اضافی گیاه به منظور عبور هوای بیشتر بین شاخه‌ها، رسیدن نور کافی به آن‌ها و همچنین، آرایش شکل ظاهری گیاه برای زیبایی و به دست آوردن محصول مرغوب می‌باشد. حالت دیگری از هرس کردن عبارت است از هرس ارتفاع گیاه به منظور کاهش دادن ارتفاع درخت. در مواردی که درختان میوه دارای ارتفاع غیر قابل دسترسی جهت چیدن میوه هستند، پس از به خواب رفتن درخت در فصل زمستان، شاخه های کلفت، مسن و مرتفع را در ارتفاعی برابر قطع می‌کنند. در نتیجه، در فصل بهار، شاخه های جوان بسیاری رشد و در دسترس خواهند بود.

## زمان هرس
زمان هرس درختان قبل از بیدار شدن آن‌ها از خواب زمستانه است. به هنگام هرس، دمای هوای منطقه نباید از حدود پنج درجه سانتی گراد کم‌تر باشد.

## مراحل هرس

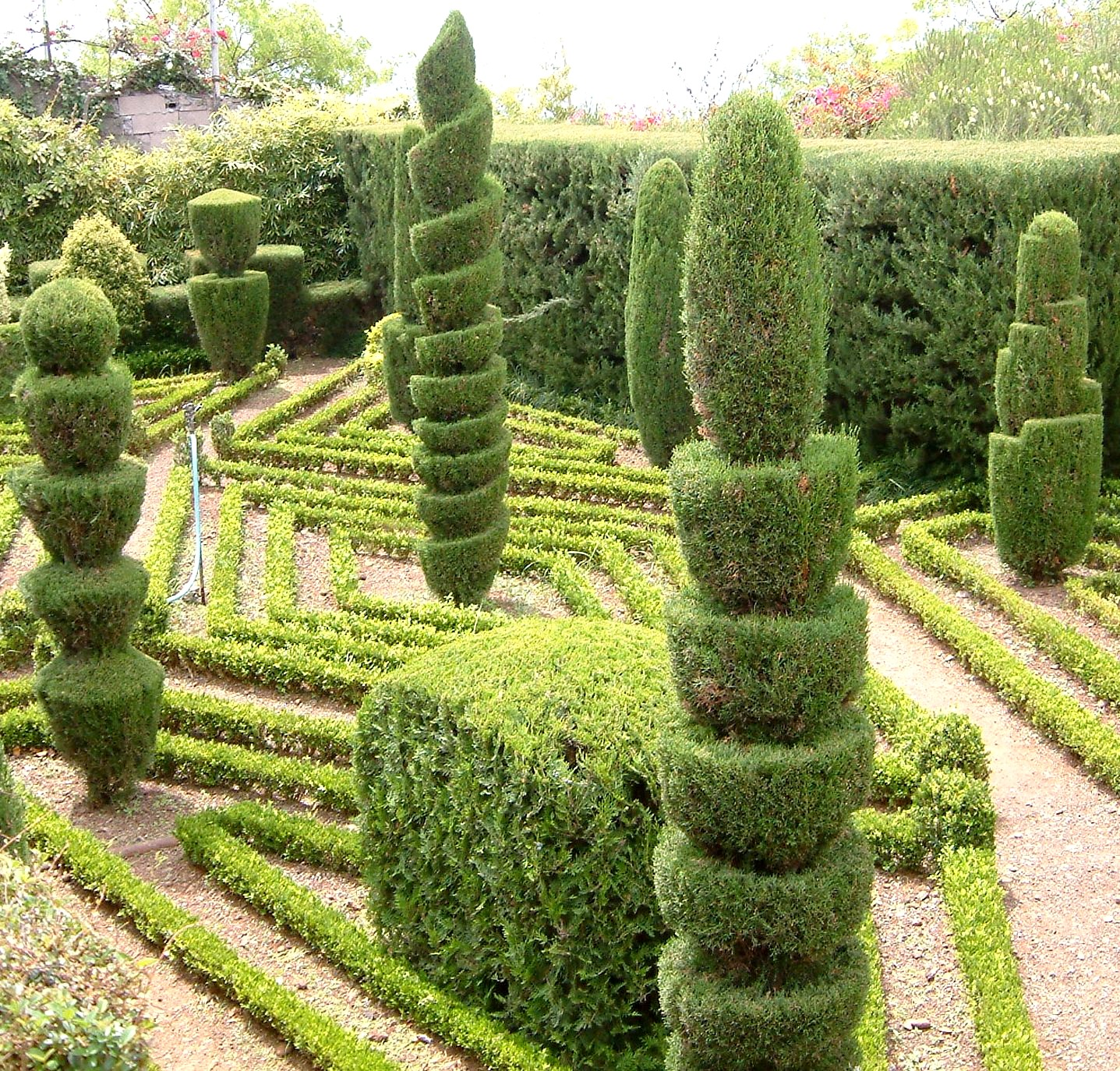
توپیاری درختچه‌ها برای اهداف زینتی

هرس درخت در دو مرحله انجام می‌شود که مرحلهٔ اول ایجاد شکل کلی درخت و مرحلهٔ دوم قطع شاخه‌های زاید درخت می‌باشد.

## هرس گل و میوه
در مواردی که درختان دارای گل یا میوه زیادی روی هر شاخه باشند، باغبانان برای به دست آوردن محصول مرغوب، درشت‌تر و با کیفیت؛ از طریق هرس گل و میوه مقدار محصول درخت را کنترل می‌کنند.